# Judith Hanselka
Judith Hanselka (* 30. August 1983) ist eine deutsche Tischtennisspielerin. Sie erreichte bei der Deutschen Meisterschaft 2001 das Endspiel im Mixed.

## Werdegang
Judith Hanselka begann mit dem Tischtennissport beim Verein TTC Spich, der sich 2005 in TTC Troisdorf umbenannte. Sie trainierte im Landesleistungsstützpunkt Köln-Porz unter Verbandstrainer Dirk Huber. Erste Erfolge stellten sich rasch ein. Im Doppel mit Christina Regelski wurde sie bei Deutschen Schülermeisterschaften 1997 Zweiter sowie 2000 und 2001 Dritter.
Bei den Erwachsenen spielte sie im Mixed oft mit dem Partner Lars Hielscher. Am erfolgreichsten war das Jahr 2001. Sie gewann das Mixed bei den Meisterschaften des Westdeutschen Tischtennis-Verbandes. Bei der Deutschen Meisterschaft 2001 in Böblingen stand sie im Mixed-Endspiel, das gegen Torben Wosik/Elke Schall mit 2:0 verloren ging.
Mit TTC Spich/Troisdorf spielte sie von 2004 mehrere Jahre lang in der 1. und 2. Damenbundesliga, bevor sie 2014 zur TRW Kleve wechselte. Aktuell (5/2025) spielt sie beim 1. FC Köln in der NRW-Liga.